# Renat Charissowitsch Sabitow
Renat Charissowitsch Sabitow (russisch Ренат Харисович Сабитов; * 13. Juni 1985 in Moskau, Sowjetunion) ist ein russischer Fußballspieler, tatarischer Herkunft, der auf der Position des defensiven Mittelfeldspielers agiert.

## Karriere

### Verein
Sabitow genoss eine Ausbildung zum Fußballspieler an der Tschertanowo-Fußballschule. Seine Karriere begann er 2001 in der zweiten Mannschaft des FK Chimki. Anfang 2004 unterschrieb er einen Vertrag bei Saturn Ramenskoje, kam aber erst am 22. Mai 2005 zum Einsatz im Spiel gegen Krylja Sowetow. Kurz vor Ende seines Vertrages mit Saturn schloss er im Dezember 2006 einen Profivertrag mit Spartak Moskau ab. Er wurde im Juni 2008 an FK Chimki ausgeliehen und kehrte Anfang 2009 zu Spartak Moskau zurück. Von 2010 bis 2011 spielte Sabitow für Tom Tomsk.

### Nationalmannschaft
Da Sabitow in der Zeit zwischen 2004 und Mai 2005 nicht bei seinem Verein eingesetzt wurde, konnte er einige Spiele für die russische U-21-Nationalmannschaft absolvieren.

## Erfolge
- Russischer Vize-Meister: 2007